# Bibasis gomata
Bibasis gomata (tên tiếng Anh: pale green awlet), là một loài bướm ngày thuộc họ Bướm nhảy. Nó được tìm thấy ở Đông Bắc Ấn Độ, Ghat Tây và một phần của Đông Nam Á. Loài bướm này được Vane-Wright và de Jong (2003) gán lại vào chi Burara và được họ coi là Burara gomata.

## Phân bố
Nó phân bố từ Ấn Độ, Myanmar, bán đảo Mã Lai, Philippines và quần đảo Indonesia. Ở Ấn Độ, loài bướm này được tìm thấy ở Nam Ấn Độ đến Bắc Canara, và dọc theo dãy Himalaya từ Sikkim đến Assam và về phía đông đến Myanmar.
Nơi địa phương điển hình là Darjeeling ở phía bắc Tây Bengal.

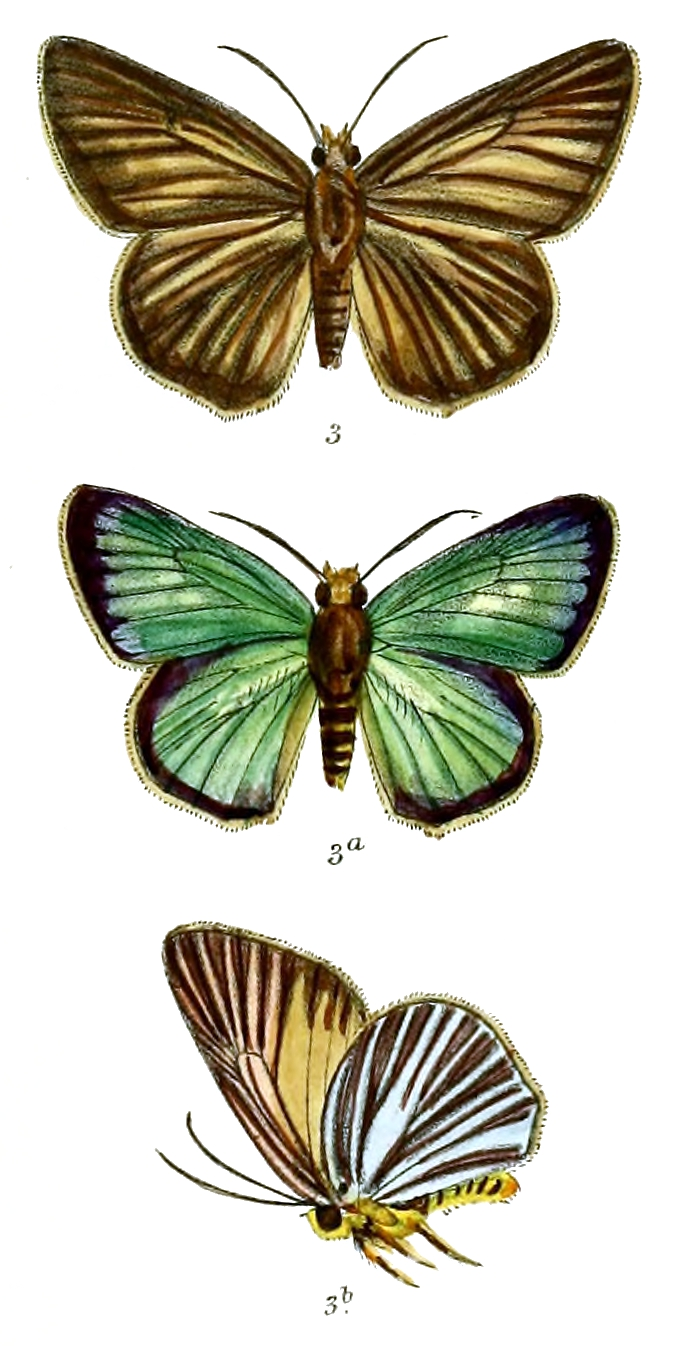
Con đực (đỉnh), con cái, phần bên của con đực

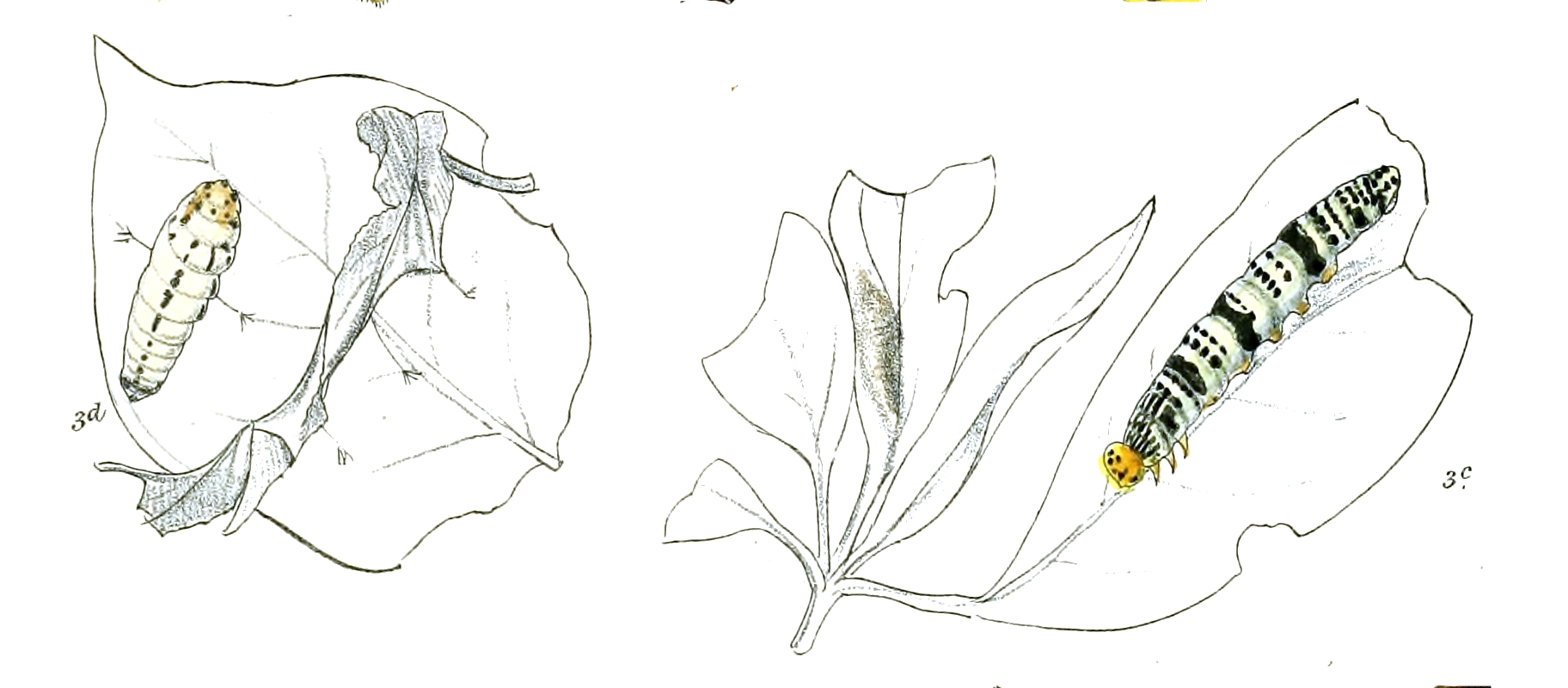
Ấu trùng và nhộng

## Tình trạng
Loài này hiếm ở Nam Ấn Độ nhưng không hiếm ở Himalayas.

## Mô tả
Nó có sải cánh từ 50 đến 55 mm.
Edward Yerbury Watson (1891)đưa ra một mô tả chi tiết:
Con đực. Phần trên có màu nâu nhạt độc hại; cả hai cánh có vệt vàng nâu nhạt theo chiều dọc giữa các gân. Bụng màu nâu đen với các dải hơi vàng. Lông mao hơi vàng. Mặt dưới màu nâu sẫm, có các đường gân và vệt dọc giữa màu xanh xám, màu nâu chỉ lộ dọc mỗi bên gân lá; bờ sau của cánh trước rộng rãi, màu nhạt có tính chất đe dọa; mép ngoài của cả hai cánh được xác định bởi một đường màu nâu. Khớp thứ ba của palpi và mép hai bên màu nâu, phần còn lại màu vàng. Phần ngực, chân và bụng bên dưới màu vàng cam.

Con cái. Dài khoảng 59 cm. Mặt trên có màu xanh lá mạ bóng rất sẫm, chuyển sang màu xanh chàm bóng ở đỉnh và rìa ngoài. Mặt dưới có các vạch và màu mặt đất sẫm hơn ở con đực Sikkim; ở phía trước với một đốm màu xanh lá cây nhạt ở khoảng giữa giữa thứ hai, với một đốm lớn hơn ở khoảng trống bên dưới nó, ở con đực, những đốm này được hợp nhất thành một mảng lớn màu mặt đất như keo từ lề trong. Các mảng màu xanh lá cây ở khắp mọi nơi hạn chế hơn và có bóng tối hơn ở con đực.— Watson

## Thói quen
Nó là loài hoạt động lúc bình mình và hoàng hôn.

## Cây ký chủ
Ấu trùng đã được ghi nhận ăn các loài Schefflera venulosa, Schefflera wallichiana, Ribesiodes garciniaefolium, Schefflera lucidum, Schefflera lurida, ngũ gia bì chân chim, Trevesia sundaica, Embelia garciniaefolia và Horsfieldia.

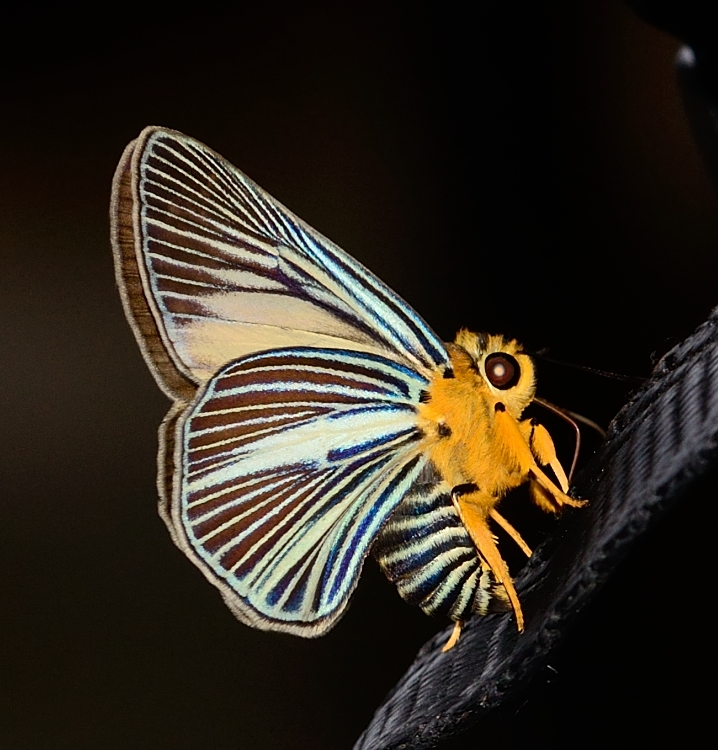
Hình ảnh chụp tại Gua Tempurung, Malaysia
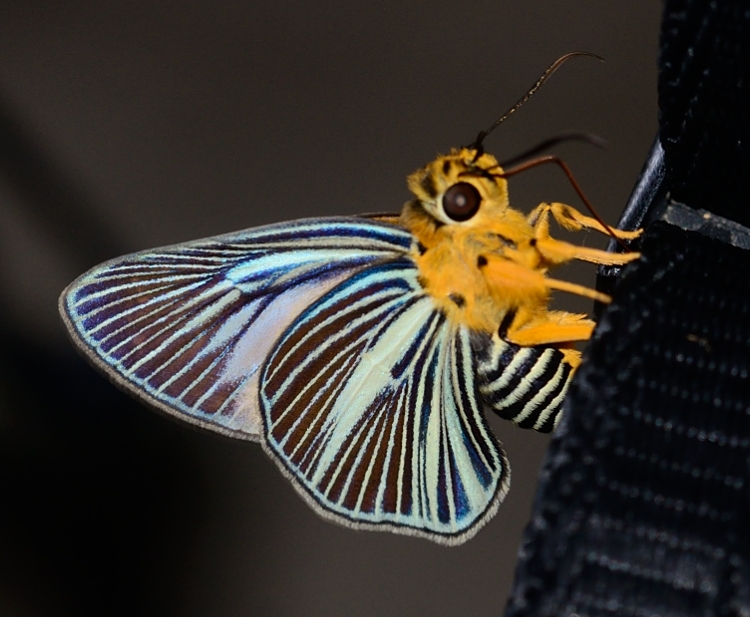

### Bản in
- Evans, W.H. (1932). The Identification of Indian Butterflies (ấn bản thứ 2). Mumbai, India: Bombay Natural History Society.
- Watson, E. Y. (1891) Hesperiidae indicae. Vest và Co. Madras.

### Trực tuyến
- Beccaloni, George; Scoble, Malcolm; Kitching, Ian; Simonsen, Thomas; Robinson, Gaden; Pitkin, Brian; Hine, Adrian; Lyal, Chris. “The Global Lepidoptera Names Index (LepIndex)”. Natural History Museum, London. Truy cập ngày 15 tháng 10 năm 2016.
- Brower, Andrew V. Z. and Warren, Andrew, (2007). Coeliadinae Evans 1937. Version ngày 21 tháng 2 năm 2007 (temporary). http://tolweb.org/Coeliadinae/12150/2007.02.21 trong đồ án The Tree of Life Web, http://tolweb.org/
- “Markku Savela's website on Lepidoptera”.